# Ernest Lewis

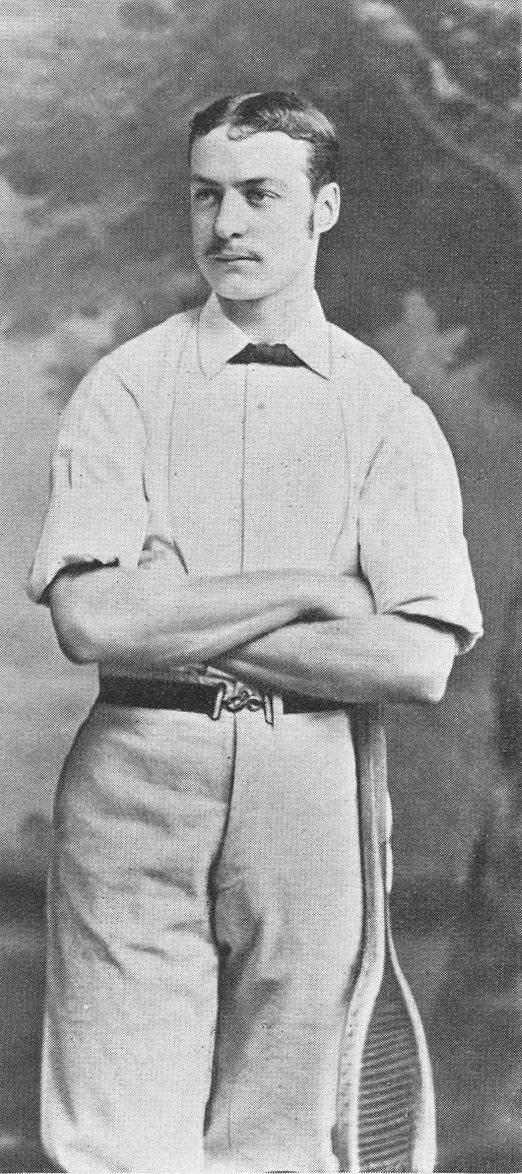
Lewis (vor 1903)

Ernest Wool Lewis (* 5. April 1867 in Hammersmith, Middlesex; † 19. April 1930 in Plymouth) war ein britischer Tennisspieler aus England.

## Karriere
1892 gewann er mit seinem Landsmann Harold S. Barlow die Konkurrenz im Herrendoppel bei den Wimbledon Championships. Sie besiegten die Zwillingsbrüder Wilfred und Herbert Baddeley in vier Sätzen mit 4:6, 6:2, 8:6, 6:4.